# Juan Ignacio González del Castillo
Juan Ignazio González del Castillo, född 1763 i Cádiz, död där den 14 september 1800, var en spansk dramatisk författare. 
Genom sina "saynetes", småstycken av äkta gammalspansk typ, har han givit en trogen bild av tidens andalusiska folkliv på samma sätt som Ramón de la Cruz av livet i Madrid. 